# Vi vilde vikinger
Vi vilde vikinger (svensk: Här kommer bärsärkarna) er en svensk komediefilm fra 1965, instrueret af Arne Mattsson og med manuskript af Folke Nystrand og Volodja Semitjov. Filmen er et eventyr, der foregår i vikingetiden, hvor en gruppe skandinaviske vikinger går op imod Romerriget.

## Handling
De to vikingebrødre, Glum (Carl-Gustaf Lindstedt) og Garm (Dirch Passer), får deres krigsbytte stjålet af Olav den sure (Karl-Arne Holmsten), som brødrenes far Hjorvard (Åke Söderblom) skylder penge. Da Hjorvard ikke kan betale Olav, sælger han resolut drengene som gladiatorer til Cassinopel, hvor statholderen Cassius (Niels Hallberg) søger nye kæmpere. Formidleren Pollo (Walter Chiari) snyder imidlertid Cassius og sælger brødrene som slaver. Cassius sender både brødrene og Pollo i fængsel, hvor de tre slutter sig sammen. De får hjælp af Cassius' elskerinde Veronica (Loredana Nusciak), og brødrene kommer nu i kamp som gladiatorer, hvor de uden problemer sejrer. De ender med at splitte Cassinopel, da de går bersærk. 
Brødrene flygter sammen med Pollo og Veronica og vender tilbage til Sverige. Deres far er fortørnet over, at de ikke har bytte med hjem, men er til gengæld begejstret for Veronica, som han lægger beslag på. Hjemkomsten fejres med en fest, men i ly af natten og tømmermændene overfalder Olav nu byen og erobrer den. Han dømmer Hjorvard til døden, men Pollo får Glum og Garm vækket, og de går til kamp mod overmagten. I mellemtiden kommer Veronica op at toppes med Vigdis (Elisabeth Odén), der er Hjorvards frille, og Vigdis får efter en indædt kamp overtaget. Veronica reddes dog af Olav, der ligesom Hjorvard fortrylles af den sydlandske skønhed, så han eftergiver Hjorvard sin gæld mod at få hende. Hjorvard er ikke glad for ordningen, men muntres dog op, da hans sønner viser ham byttet, som de har skaffet sig ved at plyndre Olavs skib.

## Medvirkende
Blandt de medvirkende er:
- Carl-Gustaf Lindstedt - Glum
- Dirch Passer - Garm den dumme
- Åke Söderblom - Hjorvard den grådige, høvding og Glum og Garms far
- Nils Hallberg - Cassius, statholder i Cassinopel
- Loredana Nusciak - Veronica, Cassius' elskerinde
- Walter Chiari - Pollo, venetiansk eventyrer
- Karl-Arne Holmsten - Olav den sure, svensk konge
- Elisabeth Odén - Vigdis, Hjorvards frille
- Carl-Axel Elfving - Mullgott
- Curt Ericson - Tjarve
- Hans Wallbom - Kutt
- Olof Huddén - kaptajn
- Daniela Igliozzi - Fatima
- Valeria Fabrizi - Elina
- Janko Hocevar - barber

## Baggrund og indspilning
Filmen var den dansk-svensk-jugoslavisk samproduktion, der blev optaget i den nordligste del af Jugoslavien, tæt på Trieste og grænsen til Italien. Filmholdet udnyttede, at der nyligt var optaget en anden film, der foregik i samme miljø, så der lå en kulisse af en vikingeby. Endvidere kunne man genbruge rekvisitter som skibe, tøj og våben.

## Modtagelse
En enig svenske presse sablede filmen ned ved premieren. Den blev blandt andet kaldt "en av de larvigaste och mest talangfattiga och meningslösa svenska filmkomedier denna anmälare sett i sina dar" ("en af de dummeste, mest talentløse og meningsløse svenske filmkomedier, denne anmelder har set i sit liv"), og om instruktøren hed det: "Det var som sagt en regissör som hette Arne Mattsson. Men det är en saga, och den är för resten slut nu." ("Som nævnt var der engang en instruktør, som hed Arne Mattsson. Men det er en historie, og den er forresten slut nu."